# Bananas (album)
Bananas este al 17-lea album de studio al trupei engleze de rock, Deep Purple. Printre piesele albumului se numără și „Contact Lost”, o scurtă melodie instrumentală despre astronauții Navetei spațiale Columbia, scrisă de Steve Morse la puțin timp după ce acesta aflase vestea tragicului accident.

## Lista pieselor
1. „House of Pain” (Gillan, Michael Bradford) (3:34)
2. „Sun Goes Down” (4:10)
3. „Haunted” (4:22)
4. „Razzle Dazzle” (3:28)
5. „Silver Tongue” (4:03)
6. „Walk On” (Gillan, Bradford) (7:04)
7. „Picture of Innocence” (Gillan, Morse, Glover, Jon Lord, Paice) (5:11)
8. „I Got Your Number” (Gillan, Morse, Glover, Lord, Paice, Bradford) (6:01)
9. „Never a Word” (3:46)
10. „Bananas” (4:51)
11. „Doing It Tonight” (3:28)
12. „Contact Lost” (Morse) (1:27)

Toate cântecele au fost scrise de Ian Gillan, Steve Morse, Roger Glover, Don Airey și Ian Paice cu excepția celor notate.

## Componență
- Ian Gillan — voce și voce de fundal
- Steve Morse — chitară
- Roger Glover — bas
- Don Airey — claviaturi
- Ian Paice — baterie, percuție